# 汪宁生
汪宁生（1930年—2014年2月1日），中国考古学家、民族学家，曾在中央民族学院、云南民族学院任教。

## 生平
1930年，汪宁生出生在中华民国当时的首都南京，原籍为江苏省灌云县。幼年在私塾接受了中国典籍和英文等课程的启蒙教育。1949年，汪宁生考入苏南新闻专科学校，不久被派往无锡农村参加土改工作。1952年，汪宁生到华东水利学院任职员。1954年，汪宁生考入北京大学历史系学习考古学。1959年，汪宁生大学毕业留校，任苏秉琦“秦汉考古”课助教。
1960年，汪宁生被安排报考“隋唐史”研究生，因不符合其学术旨趣而交白卷，后被分配到中央民族学院历史系工作。1960年起参加由全国人大统一领导的云南民族调查组，并到四川茂汶、凉山、黔西北、滇东北进行民族学田野调查。1963年，汪宁生回到中央民族学院，开始关注民族考古学、文化人类学研究。1964年底，汪宁生被调到云南省历史研究所工作。1979年，汪宁生调入云南民族学院工作。
2014年2月1日13时40分，汪宁生在昆明红会医院逝世。